# 阶级斗争

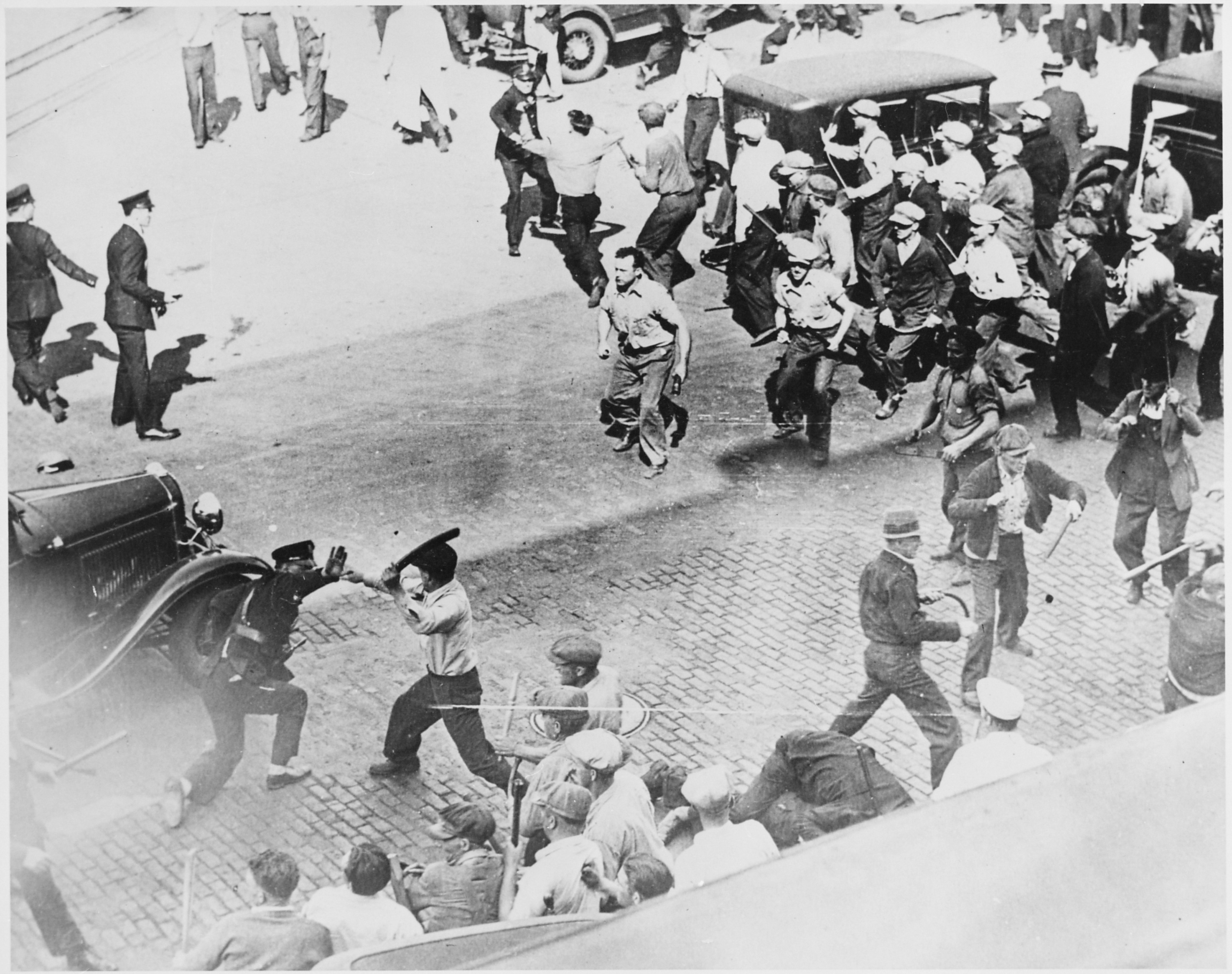
1934年明尼亞波利斯市的工人階級鬥爭

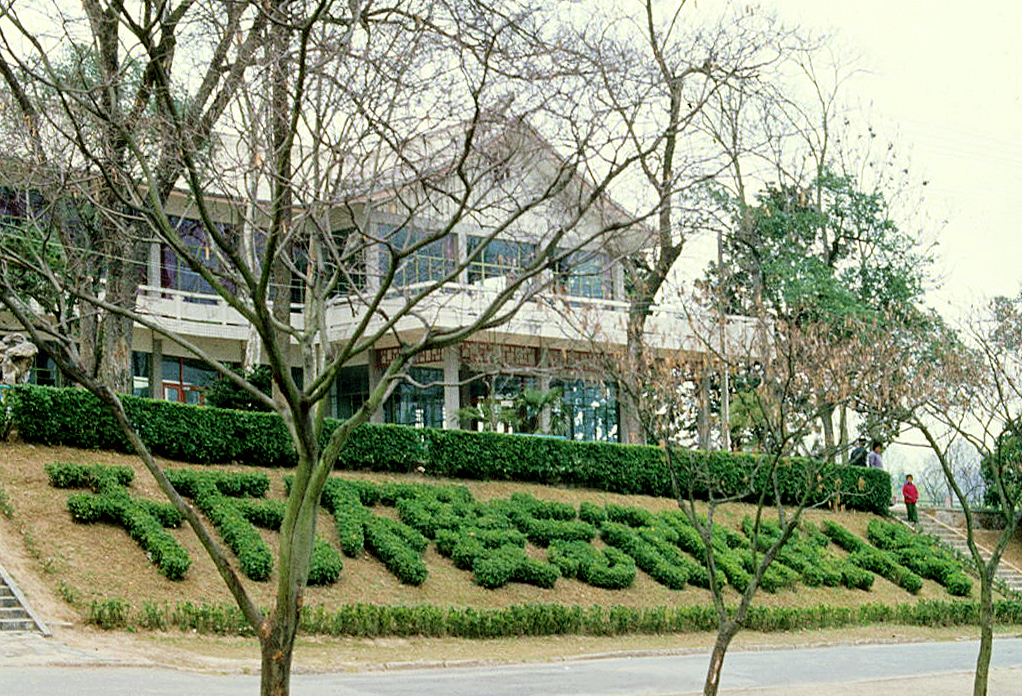
1978年3月南京市街头的“千万不要忘记阶级斗争”标语

阶级斗争，在马克思主义、自由意志社会主义、无政府主义看来，是指阶级冲突，指的是对立阶级之间的斗争。它反映了由于社会地位的不同而导致的群体之间的根本性的紧张，甚至是对立关系。马克思主义者认为阶级冲突在阶级社会的历史里（如资本主义社会和封建主义社会）扮演了关键角色，并将阶级冲突的公开形式称作阶级斗争（例如在资本主义社会里工人阶级与资产阶级的斗争）。
阶级冲突可以以多种形式出现。它可以是直接的暴力，例如对资源剥夺和廉价劳动力的剥削（如圈地运动）；也可以是间接的暴力，如因贫困导致的死亡、不安全的工作环境、失去工作的威胁等。但也可以是思想意识上的，蓄意的（撰写反资本主义出版物）或者是非蓄意的（通过商业广告鼓吹消费主义）等。它可以是公开的，如企业业主为了抵制工会的要求而停工；它也可以是隐秘的，例如工人暗地里故意降低生产效率。
对马克思和恩格斯而言，迄今为止所有存在社会的历史都是阶级斗争史。马克思在哲学的贫困详细地阐述了这一点。马克思所说的阶级概念和血缘沒有關係，也和上、中、下的社会阶层无关，而是指「经济地位」。他认为阶级归属是由自己和生产手段的关系决定。马克思同样指出“这种社会主义就是宣布不间断革命，就是实现无产阶级的阶级专政，把这种专政作为必经的过渡阶段，以求达到根本消灭阶级差别，消灭一切产生这些差别的生产关系，消灭一切和这些生产关系相适应的社会关系，改变一切由这些社会关系产生出来的观念。”
谈到自己对于阶级斗争学说的贡献，马克思说“……至于讲到我，无论是发现现代社会中有阶级存在或发现各阶级间的斗争，都不是我的功劳。在我以前很久，资产阶级的历史学家就已叙述过阶级斗争的历史发展，资产阶级的经济学家也已对各个阶级作过经济上的分析。我的新贡献就是证明了下列几点：（1）阶级的存在仅仅同生产发展的一定历史阶段相联系；（2）阶级斗争必然要导致无产阶级专政；（3）这个专政不过是达到消灭一切阶级和进入无阶级社会的过渡……”
列宁指出“所谓阶级，就是这样一些大的集团，这些集团在历史上一定的社会生产体系中所处的地位不同，同生产资料的关系（这种关系大部分是在法律上明文规定了的）不同，在社会劳动组织中所起的作用不同，因而取得归自己支配的那份社会财富的方式和多寡也不同。所谓阶级，就是这样一些集团，由于它们在一定社会经济结构中所处的地位不同，其中一个集团能够占有另一个集团的劳动”列宁接着指出“在推翻资本压迫的斗争中，在推翻这种压迫的过程中，在保持和巩固胜利的斗争中，在创建新的社会主义的社会制度的事业中，在完全消灭阶级的全部斗争中，只有一个阶级，即城市的总之是工厂的产业工人，才能够领导全体被剥削劳动群众。（我们要顺便指出：社会主义和共产主义之间的科学区别，只在于第一个词是指从资本主义生长起来的新社会的第一阶段，第二个词是指它的下一个阶段，更高的阶段。）”“阶级斗争学说经马克思运用到国家和社会主义革命问题上，必然导致承认无产阶级的政治统治，无产阶级的专政，即不与任何人分掌而直接依靠群众武装力量的政权。只有使无产阶级转化成统治阶级，从而能把资产阶级必然要进行的拼死反抗镇压下去，并组织一切被剥削劳动群众去建立新的经济结构，才能推翻资产阶级。”
斯大林指出“不要掩盖阶级斗争，要把阶级斗争进行到底”。
阶级斗争理论也是毛泽东的主要思想观点，他把中国人划分成人民与阶级敌人两大阵营。他说：“人民是什么？在中国，在现阶段，是工人阶级，农民阶级，城市小资产阶级和民族资产阶级。这些阶级在工人阶级和共产党的领导之下，团结起来，组成自己的国家，选举自己的政府，向着帝国主义的走狗即地主阶级和官僚资产阶级以及代表这些阶级的中国国民党反动派及其帮凶们实行专政，实行独裁，压迫这些人，只许他们规规矩矩，不许他们乱说乱动。如要乱说乱动，立即取缔，予以制裁。”中國共產黨第九次全國代表大會召開後，將「以阶级斗争为纲」寫入中共黨章。毛澤東還表示「关于阶级与阶级斗争，我们可以现在就讲起，必须年年讲，月月讲，天天讲」、「阶级斗争，一抓就灵」。1978年召開的十一届三中全会決定停止使用「以阶级斗争为纲」的口号，將工作重點轉移到經濟建設上。